# Grigol de Mingrélie
Grigol de Mingrélie ( Grigol Dadiani géorgien : გრიგოლ დადიანი; 1770 – 23 octobre 1804), de maison Dadiani, est prince de Mingrélie de 1788 à 1804, avec des interruptions entre 1791 et 1794 et en 1802 lorsque sa position est mise en cause par ses frères et rivaux. Son règne est marqué par la poursuite du vieux contentieux avec le royaume d'Iméréthie qui cherche à assujettir la principauté de Mingrélie et les efforts de la Mingrélie afin de conserver sa pleine indépendance, un conflit qui déchire la Géorgie occidentale depuis des siècles. Le rapprochement de Grigol avec l'Empire russe en pleine expansion au sud du Caucase fait que la Mingrélie en 1804, devient un état vassal de la Russie, conservant toutefois un certain degré d'autonomie interne sous la dynastie des Dadiani un arrangement qui restera en vigueur jusqu'en 1856.

## Premier règne
Grigol c'est-à-dire Grégoire est le fils aîné de Katsia II de Mingrélie né de sa troisième épouse Anna Tsulukidzé. En 1788, Grigol, alors âgé de 18 ans, devient prince-régnant de Mingrélie après la mort de son père. Le roi David II d'Iméréthie met à profit sa jeunesse pour renouveler ses revendications sur la Mingrélie et malgré les services éminents rendus par Katsia II Dadiani, il envahit la principauté. Grigol de son côté, s'empare du Lechkhumi, un district montagneux disputé entre l'Iméréthie et la MIngrélie mais dont la loyauté penche vers le Dadiani. Le roi Héraclius II de Kartl-Kakhétie intervient militairement et défait David à Matkhoji en juillet 1789, ce qui lui permet de restaurer Grigol en Mingrélie et d'accorder la couronne d'Iméréthie à son petit-fils le roi, Salomon II. Ces événements sont suivis en 1790 par un traité, établissant une confédération des souverains, rois et prince géorgiens. Grigol épouse ensuite la petite-fille d'Héraclius la princesse Nino, pendant que la sœur de Grigol, Mariam Dadiani (1783–1841) devient la femme de Salomon II.

## Conflit avec l'Iméréthie
Toutefois la question laissée irrésolue du Letchkhoumi, réactive rapidement le différend entre l'Iméréthie et la Mingrélie. En 1791, Salomon II réussit à chasser Grigol et à le remplacer par son frère cadet, Manuchar/Mamouka. Grigol se réfugie chez le pacha Akhaltsikhé sujet de l'Empire ottoman. La médiation du roi Héraclius II échoue et Grigol est arrêté lors de son arrivée pour des négociations à Kutaisi, la capitale de l'Iméréthie. Il réussit rapidement à s'échapper avec l'aide de son oncle, Giorgi Dadiani, et de Kaikhosro Gelovani, le gouverneur-général du Letchkhoumi, et s'enferme dans la forteresse de Nogi en Mingrélie, que Salomon échoue à s'emparer ce qui le contraint à retourner à Kutaisi. Il doit dans ce contexte reconnaître Grigol comme prince de Mingrélie, qui à son tour concède le fief de Salipartiano à son frère Manuchar, le protégé de Salomon. Grigol, voit toutefois son autorité restreinte par la montée de l'influence de Kaikhosro Gelovani, qu'il fait assassiner en 1799.
La paix avec l'Iméréthie est de courte durée. En 1802, Salomon envahit le Letchkhoumi, défait le Dadiani à Salkhino, et le remplace par un autre de ses frères Tariel. Grigol regagne rapidement son trône mais il doit concéder le fort d'Anaklia et envoyer son fils et héritier, Levan, comme otage d'honneur chez Kelesh Ahmed-Bey Chirvachidzé le prince d'Abkhazie, afin de recevoir son soutien.

## La Mingrélie se place sous la protection de la Russie
C'est à cette époque qu'un événement capital intervient en Géorgie; en 1801, l'Empire russe annexe en la Géorgie orientale le double royaume de Kartl-Kakhétie. En octobre 1802, Grigol Dadiani approche le commandant russe en Géorgie Paul Tsitsianov, et lui exprime son désir de placer la Mingrélie sous la protection de l'Empire, sous la condition que ses droits et ceux de ses descendants comme souverains de Mingrélie soient garantis. Les diplomates russes s'assurent de la neutralité de l'Empire ottoman sur le cas de la Mingrélie et formalise l'accord avec le Dadiani par le traité de Dadichala du 1er décembre 1803, qui est ratifié par le tsar Alexandre Ier le 20 mars 1804. Le Dadiani est reconnu comme Prince de Mingrélie, souverain légal de l'« Odishi, Lechkhumi, Svanetie, et Abkhazie », en échange de l'acceptation par le Dadiani de la suzeraineté du tsar. Le traité qui restera en vigueur jusqu'en 1856, fait de la Mingrélie une principauté autonome appartenant à l'Empire russe et la borne frontière de l’établissement de la puissance russe dans l'Ouest du Caucase.. À l'occasion de la conclusion du traité, Grigol est récompenser par l'Ordre de Saint-Alexandre Nevski, qui sera restitué par les autorités russes à l’administration impériale après la mort du prince, ignorant ainsi la requête de la Princesse Nino de le maintenir dans la famille des Dadiani. 
En 1804, Salomon II suit l'exemple du Dadiani et accepte la suzeraineté russe. Les deux souverains sont assurés par les russes de la possession du Letchkhoumi mais le district disputé reste finalement sous le contrôle du Dadiani. Grigol essaye alors d'exploiter les relations de plus en plus tendues entre la Russie et l'Iméréthie et va jusqu'à demander au tsar de déposer Salomon II comme roi et de le remplacer par son cousin, le prince Ioan Gueorguievitch Bagration-Gruzinsky. Le gouvernement russe, espérant toujours soumettre Salomon, récuse immédiatement ce plan.

## Décès et succession
Alors qu'une nouvelle crise pour le Letchkhoumi se déroulait, Grigol Dadiani meurt subitement à Muri en octobre 1804 et il est inhumé au monastère de Martvili. . La veuve du Dadiani, la princesse Nino, qui assume la régence pour l'héritier de Grigol, Levan, est immédiatement accusée par les nobles rivaux d'avoir empoisonné le prince et demande au commandant russe en Géorgie, le prince Paul Tsitsianov, d'ouvrir une enquête sur le meurtre de son mari. D'autre part, les opposants à Nino se répandent en rumeurs selon lesquelles c'est la princesse elle-même qui est derrière le meurtre du prince Grigol, qui avait été brièvement impliqué dans une liaison avec une femme de la famille Chichua. Paul Tsitsianov lui-même exploite les suspicions d'homicide en accusant le médecin traitant de Grigol un missionnaire capucin italien Nicola di Rutigliano, qu'il suspectait d'intrigues anti-Russe.

## Union et postérité
Grigol Dadiani et son épouse, Nino, fille du roi Georges XII de Géorgie, ont deux fils et sept filles:
- Princesse Ketevan (née en 1792), qui épouse d'abord Manuchar Chirvachidzé, Prince de Samourzakano (mort en 1813), puis en 1823, Rostom-Bey, fils de Kelesh Ahmed-Bey Chirvachidzé, Prince d'Abkhazie. Un petit-fils de son premier mariage du prince Prince Georges Chervachidzé (1847–1918), Gouverneur de Tiflis, est connu pour sa persécutions des doukhobors en 1895.
- Prince Levan (1793–1846), Prince souverain de Mingrélie (1804–1840).
- Princesse Mariam (born 1794), épouse d'abord le prince Giorgi Eristavi de Gourie et ensuite c. 1810, le Prince Rostom (Tato), fils de Beri Gelovani, seigneur de Lechkhumi.
- Princesse Elene (née en 1795), épouse d'abord le David Gurieli (mort en 1833), fils de Giorgi V Gurieli, et ensuite le Prince Giorgi Mikeladzé.
- Princesse Ekaterine (née en 1797), qui épouse en 1810 la Colonel Prince Beglar (Petre) Jambakur-Orbeliani (1776–1819), fils du prince Zaal Orbeliani.
- Prince Giorgi (1798–c. 1851), Major-Général de l' armée impériale russe. Il épouse à Riazan en 1839, la Contesse Elizaveta Pahlena, fille du général comte Pavel Petrovitch Pahlen, dont il n'a pas d'enfant.